# مارسلین بارتلو
پیر یوگین مارسلین برتلوت (Pierre Eugène Marcellin Berthelot)‏ FRS FRSE‏ (۱۸۲۷–۱۹۰۷)، شیمی‌دان و سیاستمدار فرانسوی بود که به دلیل کارهایش در زمینه اصل تامسن-برتلوت در ترموشیمی شناخته می‌شود. او بسیاری از ترکیبات آلی را از مواد غیرآلی سنتز کرد و مقادیر زیادی از شواهد نقض نظریه یاکوب برسلیوس در مورد این که ترکیبات آلی نیازمند موجودات زنده جهت سنتزشان اند، ارائه نمود. برتلوت متقاعد شده بود که سنتز شیمیایی صنعت غذا را تا سال ۲۰۰۰ میلادی متحول خواهد کرد و غذاهای سنتز شده جایگزین زمین‌های کشاورزی و مراتع خواهند شد. او پرسید: «اگر اثبات شود که این روش با استفاده از همان مواد ارزان‌تر از رشد محصولات است» … «چرا که نه؟».
او را به عنوان «یکی از معروف‌ترین شیمیدانان جهان» در نظر می‌گرفتند. هنگامی که در سمت وزیر امور خارجه دولت فرانسه در ۱۸۹۵ میلادی گماشته شد، او را در فرانسه به عنوان «والاترین شیمیدان زنده» در نظر می‌گرفتند. در ۱۹۰۱ میلادی، او در فرهنگستان فرانسه به عنوان یکی از «چهل فناناپذیر» انتخاب شد. او نه تنها تمامی کشفیاتش را به دولت فرانسه، بلکه به بشریت ارائه نمود.

## ارجاعات
1. ↑  Gross, Daniel A. (2015). "Brave New Butter". Distillations. 1 (1): 6–7. Retrieved 30 April 2018.
2. ↑  Ogle, Maureen (August 7, 2013). "A Century Before the Lab-Grown Burger, This Chemist Imagined "Toothsome" Manufactured Food". Slate/Future Tense. Retrieved 30 April 2018.
3. ↑  "Biographies". Bulletin of Pharmacy. 9: 574. 1895. Retrieved 30 April 2018.
4. ↑  Hearst, W. R. (1903). The American Almanac, Year-book, Cyclopaedia and Atlas. Vol. 1. New York American and Journal, Hearst's Chicago American and San Francisco Examiner. p. 219. Retrieved 30 April 2018.
5. ↑  "Contemporary celebrities". Current Literature. 32: 139. 1902. Retrieved 30 April 2018.
6. ↑  Talbot, Jean (1995). Les éléments chimiques et les hommes. Paris: SIRPE.